# Caldazinha
Caldazinha là một đô thị ở bang Goiás, Brasil. Dân số đô thị này năm 2004 ước khoảng 3.331 người.